# Episteira nigrilinearia
Episteira nigrilinearia är en fjärilsart som beskrevs av John Henry Leech 1897. Episteira nigrilinearia ingår i släktet Episteira och familjen mätare. Inga underarter finns listade i Catalogue of Life.